# Dory Petersen

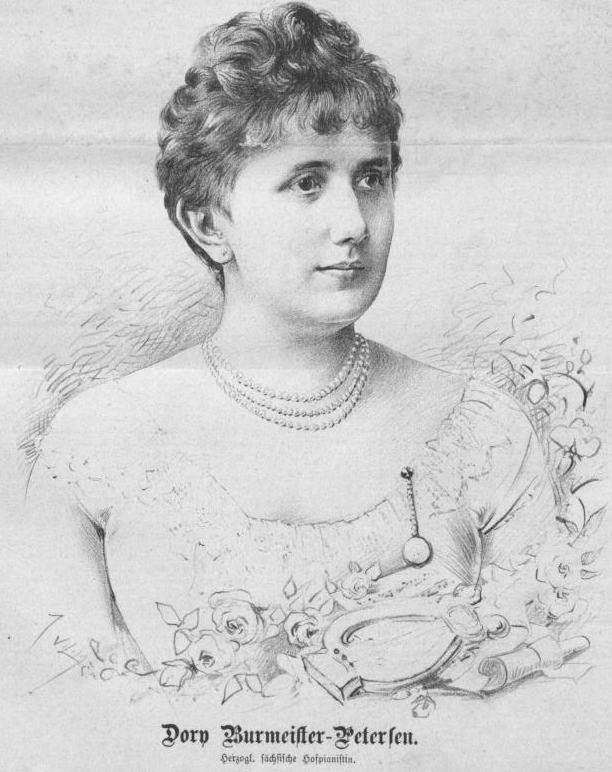
Dory Petersen (1892)

Dory Petersen (auch Dory Burmeister-Petersen; * 29. Juli 1856 (abweichend 1. August 1860) in Oldenburg; † 4. November 1902 in Hamburg) war eine deutsche Pianistin und Musikpädagogin.

## Leben und Werk
Dory Petersen wurde am 29. Juli 1856 in Oldenburg geboren. Im Alter von zwölf Jahren siedelte sie mit ihrer Familie nach Hamburg um. Seit den frühen 1880er Jahren studierte sie Klavier bei Franz Liszt in Budapest und später in Weimar.
Ab 1881 konzertierte sie neben ihren Studien international in Italien, Ungarn, Frankreich, England, den Niederlanden und natürlich auch in Deutschland. Ab 1882 bildete sie mit ihrem späteren Mann Richard Burmeister ein Klavierduo, das vorwiegend Klavierwerke Franz Liszts aufführte. Die zeitgenössische Musikkritik äußerte sich eher distanziert zu Aufführungen dieses Duos. 1885 heirateten Dory Petersen und Richard Burmeister und ließen sich in Baltimore nieder, wo Richard Burmeister eine Dozentenstelle am Peabody Institute angenommen hatte. Dory Petersen unterrichtete ab 1887 am Women’s College in Baltimore. Sie trat zu dieser Zeit in öffentlichen Konzerten in den Vereinigten Staaten, unter anderem in der New Yorker Steinway Hall, auf und unternahm von den USA aus mehrere Konzertreisen nach Europa (unter anderem in den Jahren 1888, 1890/91 und 1897). Sie setzte sich dabei insbesondere für die Verbreitung des Klavierkonzertes in d-moll ihres Mannes Richard Burmeister ein. Die Musikkritik hob die brillante Technik, das musikalische Verständnis und die gefühlvolle Nüancierung in Petersens Klaviervorträgen hervor. Im Jahr 1899 ließen sich Dory Petersen und Richard Burmeister scheiden. Dory Petersen kehrte nach Deutschland zurück und setzte ihre pianistische Laufbahn von Hamburg aus als Königlich Sächsische und Coburg-Gotha’sche Hofpianistin fort. Neben letztgenanntem Titel wurde Dory Petersen durch den Großherzog von Luxemburg 1899 die „grosse Medaille für Künste und Wissenschaften“ verliehen.